# Мелита Лоркович
Мелита Лоркович (хорв. Melita Lorković; 25 листопада 1907, Жупаня — 1 листопада 1987, Загреб) — хорватська піаністка і музичний педагог.
У 1928 році закінчила Музичну академію у Загребі по класу фортепіано у Светислава Станчича. Удосконалювалася у Парижі у Альфреда Корто і Л. Леві. У 1929—45 роках викладала у Музичній академії у Загребі, у 1948—60 роках — у Музичній академії у Белграді, у 1960—72 роках — у Каїрській національній консерваторії (з 1969 року — Академія мистецтв). Гастролювала у багатьох країнах. У 1973 році залишила концертну діяльність.
Син Лоркович — Радован Лоркович (н. 1932, Загреб) — скрипаль. Учень Вацлава Гумла та Івана Пінкави (Загреб) і М. Росталя (Лондон), у 1960-65 роках його асистент у Берні, з 1965 року — професор Музичної академії у Базелі. Заснував у Берні камерно-інструментальний ансамбль «Camerata-Bern». З 1970 року керує у Базелі ансамблем «Musica viva». Гастролював у ряді західно-європейських країн.